# Роза (Челябинская область)
Ро́за — рабочий посёлок в Коркинском районе Челябинской области России. Административный центр и единственный населенный пункт Розинского городского поселения.
Входит в агломерацию Большой Челябинск.

## Название
Ойконим восходит к названию колхоза «Красная Роза» (1932), получивший, в свою очередь, название в честь Розы Люксембург, видной деятельницы германского и международного рабочего движения. 

## География
Расположен в 5 км к северо-востоку от окружного центра города Коркина, на реке Чумляк, в 13 км от железнодорожной станции Дубровка-Челябинская и в 2 км от железнодорожной станции Породная. 

## История
Возник в 1932 году как колхоз «Красная Роза». В том же году в соседней деревне Коркино началось  строительство первого угледобывающего предприятия
В 1935 году земли колхоза отошли под разработки бурого угля. 
Появившийся здесь посёлок шахтёров и горняков получил название Роза, как сокращённое название бывшего колхоза. 1 октября 1981 года объединён вместе с близлежащими посёлками Чапаево и Строитель в рабочий посёлок Роза.
До 1992 года входил в состав города Коркина. 
4 февраля 2012 года В. В. Путин посетил угольный разрез, лично убедился в необходимости переселения отдельных домов, а возможно и всего посёлка на безопасное место и провёл совещание по этому поводу.

## Население
| 1989    | 2002    | 2005    | 2006    | 2007    | 2008    | 2009    |
| ------- | ------- | ------- | ------- | ------- | ------- | ------- |
| 15 588  | ↘14 597 | ↘14 503 | ↘13 575 | ↘12 563 | ↗12 795 | ↗14 758 |
| 2010    | 2011    | 2012    | 2013    | 2014    | 2015    | 2016    |
| ↘13 099 | ↗13 166 | ↗13 546 | ↗13 698 | ↘13 567 | ↘12 766 | ↘12 621 |
| 2017    | 2018    | 2019    | 2020    | 2021    | 2023    |         |
| ↗12 647 | ↘12 645 | ↗12 674 | ↘12 618 | ↘8780   | ↘8631   |         |

Проживают русские, татары, башкиры.

## Религия
Православные храмы
- Церковь Пантелеимона Целителя

Протестантские общины
- Дом молитвы христиан веры евангельской Слово Божие

## Негативное влияние Коркинского угольного разреза
В связи с постепенным углублением и расширением Коркинского угольного разреза многие дома в поселке оказались в 80-300 метрах от края котлована. Верхние слои почвы постепенно подвигаются и сползают вниз котлована. Из-за этого многие дома получили большие трещины, на улицу через щель можно просунуть руку, постепенно разрушаются и признаны аварийными. Это касается как муниципального, так и частного жилья, и даже социальных объектов (школы). Кроме того, из разреза постоянно выделяется угарный газ и летит угольная пыль, что негативно сказывается на здоровье жителей — резко возросло число заболеваний дыхательной системы, например, бронхиальной астмы.